# Wiesethbruck
Wiesethbruck (bis 1875 Wiesetbruck) ist ein Gemeindeteil des Marktes Bechhofen im Landkreis Ansbach (Mittelfranken, Bayern). Die Gemarkung Wiesethbruck hat eine Fläche von 4,521 km².  Die Gemarkung ist in 634 Flurstücke aufgeteilt, die eine durchschnittliche Fläche von 7131,46 m² haben. In ihr liegt neben dem namensgebenden Ort der Gemeindeteil Voggendorf.

## Geografie
Das Dorf liegt etwa vier Kilometer östlich von Bechhofen. Von der Stadt Gunzenhausen ist es zwölf Kilometer entfernt. Die Wieseth teilt es in einen Nordteil, historisch Großwiesethbruck genannt, und einen Südteil, Kleinwiesethbruck genannt. Der Ort liegt in einer flachhügeligen Ebene bestehend aus Grünland mit vereinzeltem Baumbestand und Ackerland. Im Nordwesten wird die Flur Lämmerwasen genannt, im Südwesten Erl. 0,75 km nordöstlich liegt das Rügholz.
Die Kreisstraße AN 57 führt nach Voggendorf (1,1 km westlich) bzw. nach Arberg zur Staatsstraße 2222 (1,6 km südlich). Gemeindeverbindungsstraßen führen nach Mörlach zur Kreisstraße AN 55 (1,8 km nördlich) und zur Waffenmühle (1,2 km östlich).

## Geschichte
Von 1194 bis 1287 waren die Grafen von Truhendingen Lehnsherren des Ortes. Wie so mancher Ort im Wiesethgrund hatte später auch Wiesethbruck seinen eigenen Ortsadel. Auf einem von der Wieseth umflossenen Wasserschloss residierten um das Jahr 1300 „Ulrich von Wiesenbrugg“ und seine Söhne, die im ältesten eichstättischen Lehensbuch als die Lehensherrn genannt wurden. Das Kloster Heilsbronn erwarb 1194 dort einen Zehnten. 1287 kam ein Grundgefälle hinzu. 1406 verkaufte Hans Holzinger von Salach an das Kloster Güter. Bereits 1381 erfolgte ein Herrschaftswechsel. Niklas von Holzingen und seine Familie hatten gewisse Einkünfte in und um Arberg, die sie vom Bischof zu Lehen bekamen. 1455 erscheint Fritz von Halderstetten, genannt Stettner, als Besitzer von Wiesethbruck.
Wiesethbruck lag südlich der Wieseth im Fraischbezirk des ansbachischen Oberamtes Feuchtwangen und nördlich der Wieseth im Fraischbezirk des eichstättischen Kastenamts Arberg-Ornbau. 1732 bestand der Ort aus 18 Anwesen mit 22 Mannschaften. Außerdem gab es ein zu diesem Zeitpunkt ödes Schloss, ein kommunal genutztes Hirtenhaus und die evangelische Kapelle St. Johannes. Grundherren waren das  Kastenamt Arberg-Ornbau (1 Mahlmühle, 1 Hof mit doppelter Mannschaft, 3 Höfe, 2 Gütlein) und das Rittergut Wiesethbruck der Schenken zu Geyern (1 Hof mit doppelter Mannschaft, 1 Gut mit Backrecht, 1 Gut mit Wirtschaft, 1 Gut mit Schmiede, 2 Güter mit doppelter Mannschaft, 2 Güter, 3 Söldenhäuslein). An diesen Verhältnissen änderte sich bis zum Ende des Alten Reiches nichts. Von 1797 bis 1808 unterstand der Ort dem Justiz- und Kammeramt Feuchtwangen.
1806 kam Wiesethbruck an das Königreich Bayern. Mit dem Gemeindeedikt Anfang des 19. Jahrhunderts wurde Wiesethbruck dem Steuerdistrikt Bechhofen zugeordnet. Wenig später entstand die Ruralgemeinde Wiesethbruck, zu der Voggendorf und Waffenmühle gehörten. Sie war in Verwaltung und Gerichtsbarkeit dem Landgericht Herrieden und in der Finanzverwaltung dem Rentamt Herrieden zugeordnet (1919 in Finanzamt Herrieden umbenannt). Ab 1862 gehörte Wiesethbruck zum Bezirksamt Feuchtwangen (1939 in Landkreis Feuchtwangen umbenannt) und seit 1929 zum Finanzamt Ansbach. In der Gerichtsbarkeit blieb das Landgericht Herrieden zuständig (1879 in Amtsgericht Herrieden umbenannt), seit 1931 ist es das Amtsgericht Ansbach. Die Gemeinde 1964 hatte eine Gebietsfläche von 5,424 km².
Im Jahre 1897 wurde die Freiwillige Feuerwehr Wiesethbruck gegründet.
Im Zuge der Gebietsreform in Bayern wurde Wiesethbruck am 1. Oktober 1971 mit Ausnahme der Waffenmühle, die Arberg zugeordnet wurde, nach Bechhofen eingemeindet.
Im Jahre 1989 wurde das alte Gemeindehaus abgerissen und an gleicher Stelle ein Feuerwehrhaus mit Schlauchtrockenturm errichtet. Im Zuge der Flurbereinigung wurde ein Bolzplatz für die Jugend geschaffen und der Dorfplatz neu gestaltet. Seit 1997 wird jeweils am zweiten Augustwochenende die Kerwa gefeiert. 2009/10 wurde die Brücke über die Wieseth erneuert, wobei die alten Gründungen und Lager erhalten blieben. Die Einweihung erfolgte vor dem alljährlichen ökumenischen Freiluftgottesdienst am 25. Juli 2010.

### Baudenkmäler
In Wiesethbruck gibt es acht Baudenkmäler:
- Haus Nr. 14: bemalte steinerne Relieffigur des "Schenken von Geiern", neuzeitlich volkstümlich; an zugehöriger Scheune
- Haus Nr. 41: Mühle, Mühl- und Wohngebäude, zweigeschossiger massiver Satteldachbau, mit getrepptem Volutengiebel, Ecklisenen und Putzgliederung, 17./18. Jahrhundert
- Kath. Dreifaltigkeitskapelle, kleiner massiver Satteldachbau, mit einfacher Putzgliederung, bezeichnet 1746 mit Ausstattung. Von dem nach Budapest ausgewanderten Anton Christ gestiftet.
- Langwasen: Wegkapelle, Reiserkapelle, kleiner massiver Satteldachbau, mit Putzgliederung, 1754 mit Ausstattung. von Anton Christ gestiftet.
- Heckäcker: Kriegerdenkmal 1914/18, mit steinernem Kruzifix; an der Straße nach Mörlach, bei der Abzweigung Taugenroth
- Erlfeld: Wegkreuz, Gusseisenkruzifixus auf Sandsteinsockel, Mitte 19. Jahrhundert; am Weg nach Röttenbach
- Heckäcker: Wegkreuz, Gusseisenkruzifixus auf Sandsteinsockel, Mitte 19. Jahrhundert; an der Straße nach Voggendorf
- Kr AN 57: Wegkreuz, Gusseisenkruzifixus auf Sandsteinsockel, Ende 19. Jahrhundert; an der Straße nach Arberg

### Bodendenkmäler
In der Gemarkung Wiesethbruck gibt es einen mittelalterlichen Burgstall.

### Einwohnerentwicklung
Gemeinde Wiesethbruck
| Jahr      | 1818   | 1840   | 1852   | 1855   | 1861   | 1867   | 1871   | 1875   | 1880   | 1885   | 1890   | 1895   | 1900   | 1905   | 1910   | 1919   | 1925   | 1933   | 1939   | 1946   | 1950   | 1952   | 1961   | 1970   |
| Einwohner | 278    | 296    | 311    | 283    | 315    | 330    | 294    | 313    | 326    | 326    | 314    | 316    | 339    | 334    | 346    | 324    | 354    | 367    | 344    | 489    | 1229   | 898    | 352    | 366    |
| Häuser    | 54     | 52     |        |        |        |        | 62     |        |        | 67     | 66     |        | 72     |        |        |        | 73     |        |        |        | 74     |        | 76     |        |
| Quelle    | [ 11 ] | [ 18 ] | [ 19 ] | [ 19 ] | [ 20 ] | [ 21 ] | [ 22 ] | [ 23 ] | [ 24 ] | [ 25 ] | [ 26 ] | [ 19 ] | [ 27 ] | [ 19 ] | [ 28 ] | [ 19 ] | [ 29 ] | [ 19 ] | [ 19 ] | [ 19 ] | [ 30 ] | [ 19 ] | [ 13 ] | [ 31 ] |

Ort Wiesethbruck
| Jahr      | 001818 | 001840 | 001861 | 001871 | 001885 | 001900 | 001925 | 001950 | 001961 | 001970 | 001987 | 002001 | 002011 | 002017 | 002023 |
| Einwohner | 132    | 165    | 172    | 160    | 164    | 182    | 185    | 993    | 176    | 172    | 164    | 152    | 137    | 125    | 119    |
| Häuser    | 27     | 27     |        |        | 34     | 36     | 37     | 38     | 36     |        | 38     |        |        |        |        |
| Quelle    | [ 11 ] | [ 18 ] | [ 20 ] | [ 22 ] | [ 25 ] | [ 27 ] | [ 29 ] | [ 30 ] | [ 13 ] | [ 31 ] | [ 32 ] | [ 33 ] |        | [ 34 ] | [ 1 ]  |

## Religion
Der Ort ist seit der Reformation gemischt konfessionell. Die Katholiken sind nach St. Blasius (Arberg) gepfarrt, die Protestanten waren ursprünglich nach St. Maria (Königshofen an der Heide) gepfarrt, seit 1902 ist die Pfarrei St. Johannis (Bechhofen) zuständig.